# Anchong
Anchong (kinesiska: 安冲, 安冲乡, 拉则) är en socken i Kina. Den ligger i provinsen Qinghai, i den nordvästra delen av landet, omkring 580 kilometer sydväst om provinshuvudstaden Xining. Antalet invånare är 2 745. Befolkningen består av 1 391 kvinnor och 1 354 män. Barn under 15 år utgör 25,0 %, vuxna 15-64 år 65 %, och äldre över 65 år 9,0 %.
Runt Anchong är det mycket glesbefolkat, med 6 invånare per kvadratkilometer. Det finns inga andra samhällen i närheten. Trakten runt Anchong består i huvudsak av gräsmarker.
Genomsnittlig årsnederbörd är 727 millimeter. Den regnigaste månaden är juni, med i genomsnitt 160 mm nederbörd, och den torraste är november, med 3 mm nederbörd.